# اسلام و کفرگویی

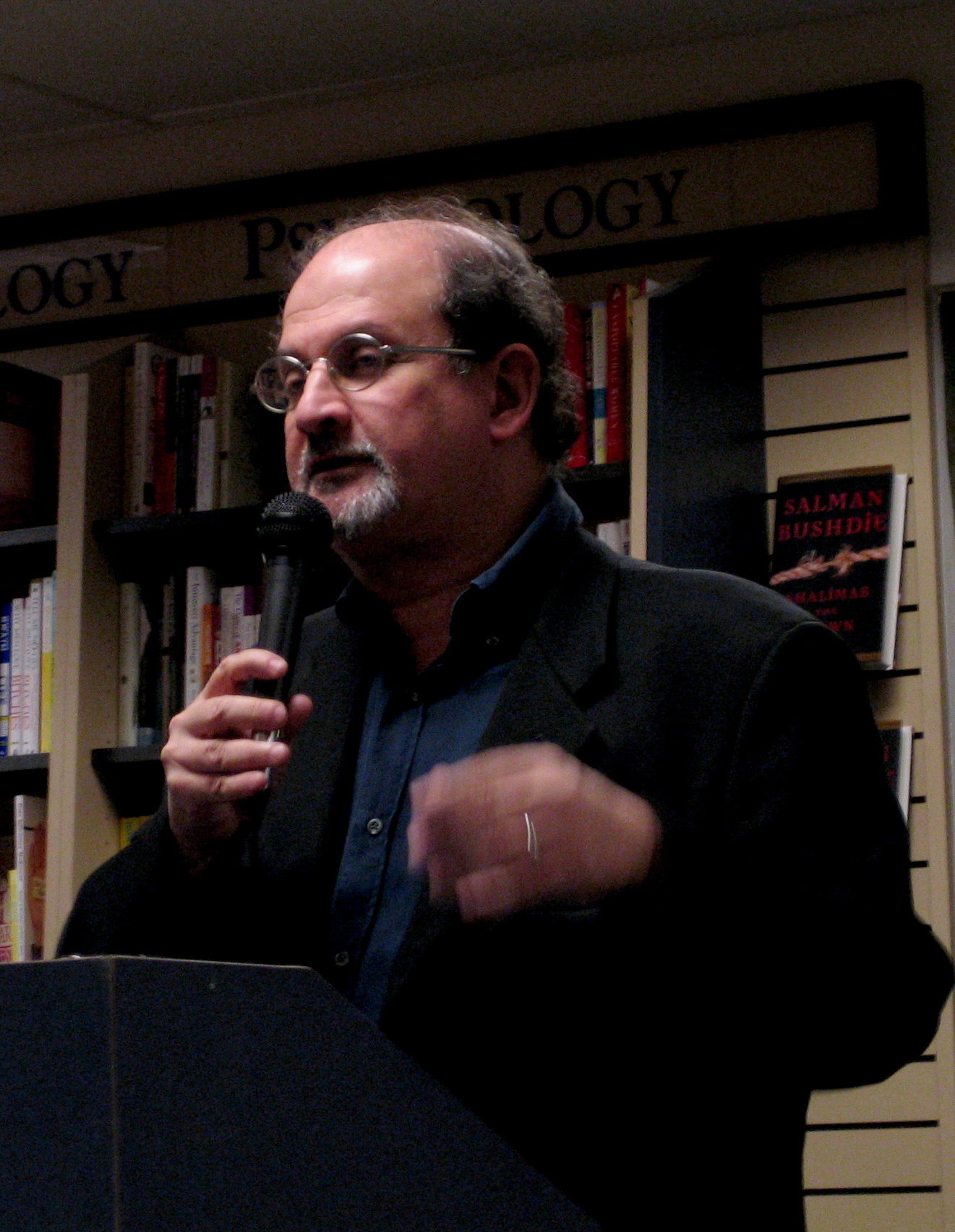
سلمان رشدی در فوریه ۱۹۸۹ متهم به کفرگویی شد و سید روح‌الله خمینی فتوای کشتن او را صادر کرد.

کفرگویی در اسلام به هر گونه هتاکی نسبت به شخصیت‌های مقدس، آثار دینی، آداب دینی و اعتقاداتی که مسلمانان محترم می‌شمارند گفته می‌شود. قرآن و حدیث درباره کفرگویی صحبت نکرده‌اند. حقوقدانان، جرم را ساخته و آن را بخشی از شریعت کرده‌اند. در جاهایی که احکام اسلام صادق است، مجازات برای توهین به مقدسات می‌تواند شامل جریمه، زندان، شلاق، قطع عضو، حلق‌آویز کردن یا گردن زدن باشد. گاهی برخی روحانیون مسلمان برای مجازات فرد کفرگو یک فتوا صادر می‌کنند.

## موارد اتهامی
- پویان خوشحال، خبرنگار روزنامه ابتکار در گزارش خود به جای استفاده از "شهادت" امام حسین، از عبارت "درگذشت" امام حسین استفاده کرده بود و همین امر به بازداشت او انجامید.[۲]
- امیرحسین میراسماعیلی، خبرنگار روزنامه جهان صنعت نیز به اتهام توهین کننده به مقدسات به عنوان خبرنگار هتّاک بازداشت شده بود.[۳]